# Medjez Sfa
Medjez Sfa è un comune dell'Algeria, situato nella provincia di Guelma.